# Goianápolis
Goianápolis es un municipio brasileño del estado de Goiás. 
Goianápolis es la capital brasilera del tomate y también es conocida por ser la ciudad donde nacieron Leandro y Leonardo cantores de música sertaneja.

## Historia
Su fundador fue el Sr. Joaquim Soares da Silva, que construyó la iglesia católica, el grupo escolar Joaquim Soares da Silva que hoy tiene Educación Media y edificó las primeras obras de la entonces "Currutela de la Linguiça" en los márgenes de la BR-153, que une Goiânia a Anápolis.
Su emancipación ocurrió el 14 de noviembre de 1958.
Goianápolis es conocida nacionalmente por ser la capital del tomate.

## Geografía
Su población estimada en 2009 era de 11.663 habitantes.